# 蝶夢
蝶夢（ちょうむ、享保17年（1732年）- 寛政7年12月24日（1796年2月2日））は、江戸時代中期の時宗の僧・俳人。名は九蔵。号を洛東・五升庵・泊庵と称した。京都の出身。

## 経歴
経歴は『新版近世文学研究事典』に拠る。
京都法国寺（時宗）に入り、其阿に師事し、木端と称す。13歳で阿弥陀寺内の帰白院に転じ、後に住職となる。この頃からは俳諧を志し、早野巴人系の宗屋門下に入るが、1757年（宝暦9年）、敦賀に赴いたのをきっかけとして、都市風の俳諧から地方風の俳諧に転じた。俳人で行脚僧の既白や加賀国出身の二柳・麦水などと交流し、蕉風俳諧の復興を志した。やがて住職を辞して京都の岡崎に五升庵を結び、芭蕉顕彰事業に注力する。その活動は、義仲寺の復興と護持、粟津文庫の創設、毎年忌日の「しぐれ会」の実施、全国的な地方行脚による芭蕉復興の地方拡大などであった。
編著書の大半は芭蕉顕彰に関わるものであり、松尾芭蕉の遺作を研究刊行した『芭蕉翁発句集』『芭蕉翁文集』『芭蕉翁俳諧集』の三部作は、はじめて芭蕉の著作を集成したものである。『芭蕉翁絵詞伝』は本格的な芭蕉伝として有名。ほかにも自身の句集『草根発句集』『蝶夢和尚文庫』や紀行文などを残している。墓所は京都市上京区阿弥陀寺にある他、竜が丘俳人墓地にも墓碑がある。